# Julian Kilar
Julian Kilar ps. Kornet (ur. 16 grudnia 1929 w Rymanowie, zm. 30 stycznia 2014 w Katowicach) – polski aktor teatralny i filmowy, żołnierz Narodowych Sił Zbrojnych.

## Życiorys
Po zakończeniu II wojny światowej należał do Samodzielnego Batalionu Operacyjnego NSZ „Zuch” pod dowództwem kpt. Antoniego Żubryda. Następnie ukończył Studium Aktorskie w Katowicach, Był aktorem teatrów: Śląskiego im. Stanisława Wyspiańskiego w Katowicach (1960-1962, 1966-1970), Ludowego w Krakowie (1964-1965), Polskiego w Bielsku-Białej (1970) oraz Bagatela w Krakowie (1980-1988). Ponadto występował w Grudziądzu (Teatr Popularny), Chorzowie (Teatr Rozrywki) oraz Czeskim Cieszynie (Scena Polska). Zagrał także w czterech przedstawieniach Teatru Telewizji (1966-1970).
Był członkiem Okręgu Śląskiego Światowego Związku Żołnierzy Armii Krajowej, współpracował z Klubem Historycznym im. gen. Stefana Roweckiego „Grota" w Katowicach oraz katowickim oddziałem IPN.
Został pochowany na Centralnym Cmentarzu Komunalnym przy ul. Murckowskiej w Katowicach.

## Filmografia
- Sól ziemi czarnej (1969) - powstaniec
- Tyle czasu do zmierzchu (1971)
- Perła w koronie (1971)
- Sprawa inżyniera Pojdy 1977